# Thiriópetra
Thiriópetra är en ort i Grekland.   Den ligger i prefekturen Nomós Péllis och regionen Mellersta Makedonien, i den norra delen av landet, 400 km norr om huvudstaden Aten. Thiriópetra ligger 285 meter över havet och antalet invånare är 334.
Terrängen runt Thiriópetra är varierad. Runt Thiriópetra är det glesbefolkat, med 20 invånare per kvadratkilometer. Närmaste större samhälle är Aridaía, 12,8 km sydväst om Thiriópetra. Trakten runt Thiriópetra består till största delen av jordbruksmark.